# Jackson (Wisconsin)
Jackson é uma vila localizada no estado norte-americano de Wisconsin, no Condado de Washington.

## Demografia
Segundo o censo norte-americano de 2000, a sua população era de 4938 habitantes.
Em 2006, foi estimada uma população de 6085, um aumento de 1147 (23.2%).

## Geografia
De acordo com o United States Census Bureau tem uma área de
6,5 km², dos quais 6,5 km² cobertos por terra e 0,0 km² cobertos por água. Jackson localiza-se a aproximadamente 272 m acima do nível do mar.

## Localidades na vizinhança
O diagrama seguinte representa as localidades num raio de 16 km ao redor de Jackson.